# The Legend of Sleeping Beauty – Dornröschen
The Legend of Sleeping Beauty – Dornröschen (Originaltitel The Legend of Sleeping Beauty) ist ein US-amerikanischer Fantasyhorrorfilm aus dem Jahr 2014 von Casper Van Dien.

## Handlung
König David und Königin Violet sind kürzlich Eltern einer Tochter geworden. Die Geburt ihrer Tochter Aramanda wird mit einem großen Fest gefeiert, zu diesem auch die mächtigsten Feen des Landes eingeladen wurden. Die Fee Tambria hat ihre Einladung nicht erhalten, taucht aber dennoch auf der Geburtstagsparty auf. Wütend darüber, scheinbar als einzige Fee nicht eingeladen worden zu sein, verflucht sie die Prinzessin, an ihrem 16. Lebensjahr aufgrund eines Stichs an einer Spindel zu sterben. Sofort versuchen die anderen Feen den Fluch aufzuheben, schaffen es allerdings nur, ihn abzuschwächen. So solle die Prinzessin am Stich nicht sterben, sondern nur in einen ewigen Schlaf fallen soll, wie das gesamte Königreich.
Die Jahre ziehen ins Land und ehe Aramanda ihren 16. Geburtstag feiern darf, versuchen ihre Eltern alle spitzen Gegenstände aus dem Königreich zu verbannen. Daher beschließt Tambria, selbst dafür zu sorgen, dass sich die Prinzessin sticht. Während das Königreich in den Schlaf fällt, übernimmt Tambria die Herrschaft über das Königreich.
Eines Tages macht sich der Prinz Jayson auf den Weg zur Prinzessin, um sie aus dem Fluch zu retten. Nachdem Armanda aus ihrem 100-jährigen Tiefschlaf erwacht, muss sie zu ihrem Schrecken feststellen, dass die Welt, die sie einst kannte, nicht mehr existiert. Eine gute Fee eilt ihr zur Unterstützung und mit weiteren tapferen Mitstreitern beschließt sie, die Königin zu stürzen. Um dies zu schaffen, müssen sie verschiedene Prüfungen bestehen und gegen Untote und weitere Kreaturen kämpfen.

## Hintergrund

### Produktion
Der Film basiert lose auf das Märchen Dornröschen der Brüder Grimm. Casper Van Dien gibt hier sein Regiedebüt und ist außerdem auch als Schauspieler zu sehen. Seine damalige Frau Catherine Oxenberg und drei der gemeinsamen Kinder sind ebenfalls in diesem Film als Schauspieler zu sehen. Gedreht wurde im Ravadinova Castle im bulgarischen Sosopol. Weitere Szenen wurden in der Stadt selbst gedreht sowie in Sofia.

### Veröffentlichung
Am 13. Mai 2014 startete der Film in den Videoverleih in den USA. Zehn Tage später erschien er auch im deutschen Videoverleih.

## Rezeption
„Regiedebüt eines B-Movie-Darstellers mit ihm selbst, seiner Frau und seinen Kindern in tragenden Rollen. Der „Trashfilm“ pendelt unentschlossen zwischen süßlichen Märchen- und gewalttätigen Kampfszenen.“

Actionfreunde spricht in ihrer Filmreview von bescheidener CGI-Qualität. Als gelungenen wird aufgrund der Optik der Anfang des Filmes empfunden. Später zieht sich der Film und reduziert sich auf das Einhacken auf Untote. In der Review wird geurteilt, dass dieses Hack and Slay „insgesamt ödet“ und das „Eingehacke auf die Ungeheuer bietet da keine echte Abwechslung, folgt es doch ebenso keiner Choreografie und keinen spannungsfördernden Mustern“. Gelobt werden die Drehorte und die Requisiten und die Darbietung der Kinder von Van Dien sowie Olivia d’Abo in ihrer Rolle der bösen Fee. Final befindet Actionfreunde, dass „Spannung und Action einfach nie aufkommen, das Schauspiel ist mit grenzwertig noch nett umschrieben und irgendwann ist dieses krude Märchen einfach nur noch stinklangweilig… und damit zum Stoff passend angenehm schlaffördernd.“ Final erhält der Film 3 von 10 möglichen Punkten.
Im Audience Score, der Zuschauerwertung auf Rotten Tomatoes, hat der Film bei über 100 Abstimmungen eine Wertung von 23 %. In der Internet Movie Database hat der Film bei über 2.000 Stimmabgaben eine Wertung von 2,8 von 10,0 möglichen Sternen (Stand: März 2024).